# Hondarribia
Hondarribia (Fuenterrabía in het Spaans) is een gemeente in de Spaanse provincie Gipuzkoa in de regio Baskenland met een oppervlakte van 29 km². Hondarribia telt 16.950 inwoners (1 januari 2016). De plaats ligt op 20 kilometer van de stad San Sebastian, op de grens met Frankrijk en aan de monding van de rivier de Bidasoa in de Cantabrische Zee. In die monding, op het gebied van de gemeente Hondarribia, ligt het vliegveld van San Sebastian op een opgespoten stuk land. 
In juni 1638 werd de stad belegerd door een Frans leger van 17.000 man onder bevel van prins Hendrik II van Bourbon-Condé en ondersteund door een Franse vloot. Het garnizoen van de stad weigerde zich over te geven ondanks zware bombardementen die de stad in puin legden. In september werd de stad ontzet door een Spaans leger onder bevel van hertog Juan Alfonso Enríquez de Cabrera. Deze overwinning wordt nog jaarlijks gevierd op 8 september met een parade, El Alarde. 

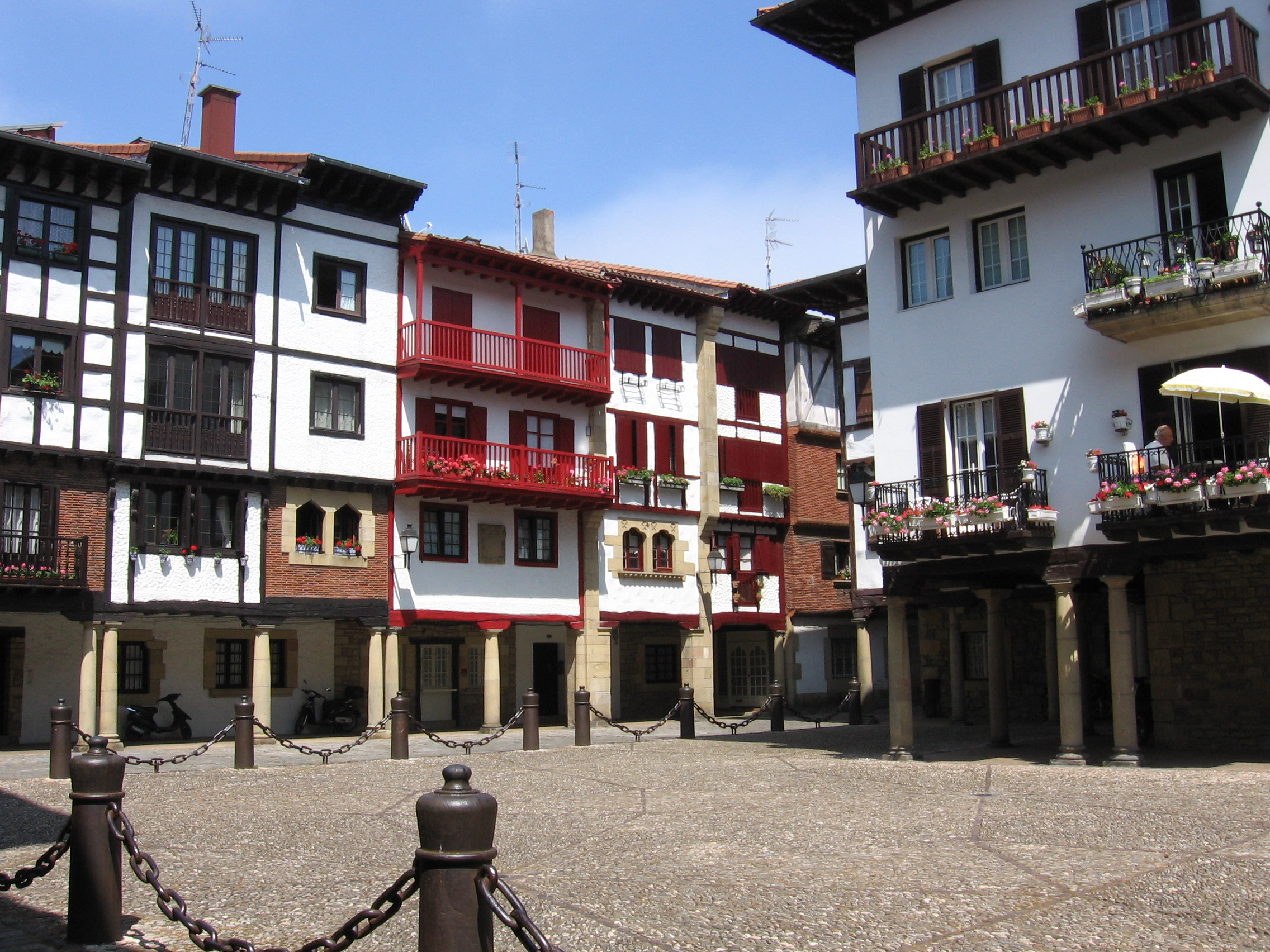
Plein

## Demografische ontwikkeling
Bron: INE; 1857-2011: volkstellingen

## Geboren
- Unai Emery (1971), voetballer en voetbaltrainer